# Contracepção de barreira
Contracetivos de barreira são contracetivos que bloqueiam fisicamente o acesso dos espermatozoides ao útero. Entre os contracetivos de barreira mais comuns está o preservativo, diafragma, capuz cervical e esponja contracetiva. A eficácia dos métodos de barreira pode ser aumentada com o uso de um espermicida.